# Convenție SF

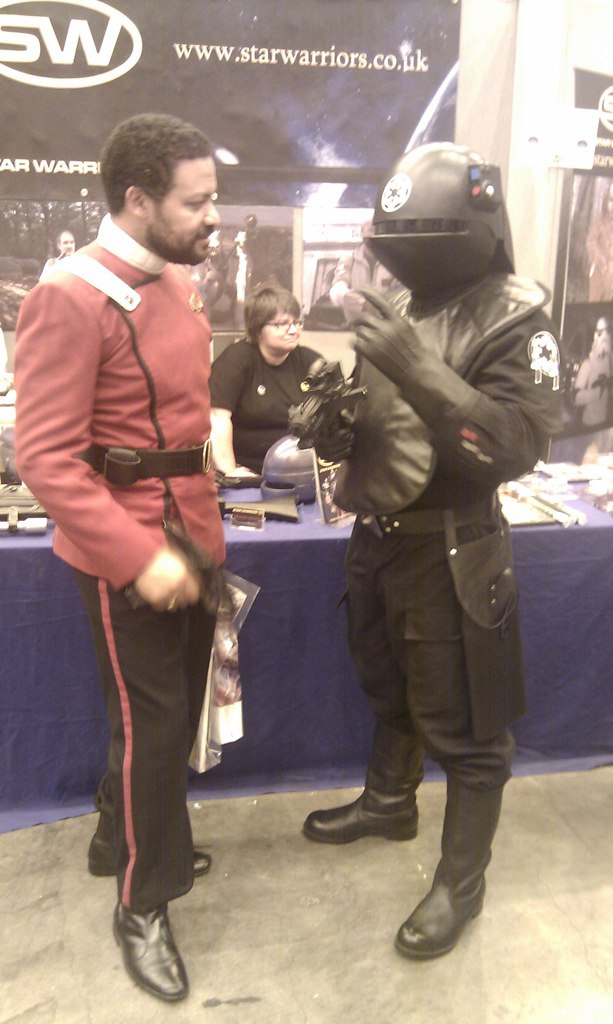
Întâlnire a fanilor Star Trek și Star Wars la o convenție regională din San Diego din 2010

Convențiile SF sunt întâlniri ale fanilor genului. Din punct de vedere istoric, aceste convenții s-au concentrat în primul rând pe literatură, însă multe dintre ele s-au extins și la alte căi de exprimare, cum ar fi filme, televiziune, benzi desenate, animații și jocuri.

## Istorie
Momentul exact și locul primei convenții SF este disputat. Cândva în 1936, un grup de fani britanici au făcut planuri de a organiza o întrunire, cu un program planificat de evenimente într-un loc public la începutul anului 1937. Cu toate acestea, la 22 octombrie 1936, un grup de șase sau șapte fani din New York City, inclusiv David Kyle și Frederik Pohl, au călătorit cu trenul în Philadelphia, unde s-au întâlnit, timp de mai multe ore, cu un număr similar de fani locali în casa lui Milton A. Rothman. Ulterior, ei au declarat că evenimentul este prima "convenție science fiction". Această mică reuniune a dus la un eveniment similar desfășurat la New York, în februarie 1937, când s-au adunat 30 sau 40 de fani la Bohemian Hall din Astoria, Queens. La eveniment au participat James Blish, Charles D. Hornig, Julius Schwartz și Willis Conover. Acest eveniment a ajuns să fie cunoscut sub numele de Second Eastern și în cadrul lui s-a planificat o a treia întâlnire de succes care a avut loc în Philadelphia la 30 octombrie 1937 (Third Eastern). A patra întâlnire  (Fourth Eastern) a avut loc la 29 mai 1938 și a atras peste 100 de participanți într-o sală din Newark, New Jersey. Aceasta a fost desemnează ca fiind "Prima Convenție Națională [Americană] de Science Fiction" (The First National Science Fiction Convention). La acest eveniment a fost numit un comitet pentru a organiza prima convenție mondială de science fiction la New York în 1939. La "Prima Convenție Națională" au participat numeroși editori renumiți și profesioniști din New York din afara cercurilor de fani, lucru care a reprezentat o piatră de hotar în evoluția convențiilor științifico-fantastice ca un loc de întâlnire al profesioniștilor din domeniul SF, ca și fani, pentru a-și întâlni personal colegii.
La 3 ianuarie 1937, fanii britanici au organizat evenimentul planificat anul anterior la Theosophical Hall din Leeds. Aproximativ douăzeci de fani, printre care Eric Frank Russell și Arthur C. Clarke, au participat.
În 1939, fanii americani au organizat în același timp cu Expoziția Universală de la New York, prima "Convenție Mondială Science Fiction" în New York. Următoarele convenții au avut loc la Chicago în 1940 și la Denver în 1941. Ca multe alte evenimente culturale, în timpul celui de-al doilea război mondial nu au fost organizate convenții. Convențiile au fost reluate în 1946, în Los Angeles, California. Primul Worldcon desfășurat în afara Statelor Unite a fost Torcon I din Toronto în 1948; de atunci, alte convenții mondiale au avut loc în Marea Britanie, Germania, Olanda, Canada, Australia sau Japonia, deși majoritatea au loc în Statele Unite.

## Tipuri de convenții
După primele convenții de la sfârșitul anilor 1930, cum ar fi primul Worldcon, au apărut sute de convenții science-fiction locale și regionale în întreaga lume, fie ca evenimente unice, fie anuale (cu întreruperi). La aceste convenții, fanii SF-ului se întâlnesc cu scriitorii profesioniști, artiștii și regizorii genului pentru a discuta despre numeroasele sale aspecte. Unele orașe au un număr de convenții SF, precum și o serie de convenții de interes special pentru anime, filme, benzi desenate sau alte grupuri conexe. Unele convenții se mută dintr-un oraș în altul, se ocupă de domeniul SF dintr-o anumită țară, regiune sau au un interes special. Aproape în fiecare weekend al anului are loc în prezent cel puțin o convenție undeva. Unele convenții sunt ținute la sfârșit de săptămână de vacanță atunci când patru sau mai multe zile (lucrătoare) nu pot fi dedicate evenimentelor.

### Convenții internaționale

#### Convenții mondiale SF
Worldcon este o convenție SF care a avut loc în fiecare an din 1939 (cu excepția perioadei 1942- 1945, în timpul celui de-al doilea război mondial). Este convenția anuală a Societății mondiale de științifico-fantastic (World Science Fiction Society, prescurtat WSFS), un organism neîncorporat al cărui membri sunt definiți ca "toți oamenii care au plătit cotizațiile Comitetului actual al Worldcon". Acești membri ai WSFS votează atât pentru a selecta locul unde va avea loc viitorul Worldcon, cu doi ani în avans, cât și pentru a selecta câștigătorii premiilor Hugo, care sunt acordate în cadrul convenției. Regulile pentru selecția locului sunt elaborate astfel încât convenția să aibă loc într-un oraș diferit în fiecare an.

#### Convenții mondiale ale fantasticului
Fantasticul este, de obicei, luat în considerare în paralel cu științifico-fantasticul la convenții (termenii au fost folosiți alternativ în cea mai mare parte a perioadei 1926-1966). Convențiile care sunt denumite convenții SF, cum ar fi Worldcon, sunt de asemenea și convenții ale fantasticului în toate aspectele, cu excepția numelui. 
World Fantasy Convention a început în 1975 și de atunci a fost organizat anual. Cu toate acestea, World Fantasy Convention este mai puțin orientată către comunitatea fanilor și este în primul rând o întâlnire a profesioniștilor (pentru scriitori, editori, etc.). Mulți dintre cei care participă la World Fantasy participă și la Worldcon. Cu toate acestea, World Fantasy se concentrează mai mult pe autori și publicații, cu o proporție mult mai mare de autori ca prezență; ca atare, nu include de obicei o gamă largă de evenimente (masquerade, dansuri, sesiune de înregistrări etc.) care apar în mod obișnuit la o convenție de interes general.

#### Convenții mondiale Horror
Convenția mondială Horror este o adunare anuală de profesioniști ai World Horror Society și a altor părți interesate. Până în 2009, toate convențiile internaționale privind domeniul Horror au avut loc în Statele Unite sau Canada, alternând de obicei între partea de est și cea de vest a țării. Convenția din 2010 a avut loc la Brighton, în Marea Britanie, prima dată când a avut loc în afara Americii de Nord. Horror Writers Association organizează o ceremonie de decernare a premiilor Bram Stoker în cadrul convenției din ultimii ani.

### Convenții naționale
O convenție națională este de obicei organizată anual în mai multe țări. Convenția britanică Eastercon este cel mai veche dintre acestea. Convențiile naționale sunt adesea conduse de sau în asociere cu o organizație sau club național de științifico-fantastic.
Romcon (sau ROMCON) este convenția națională a cluburilor și autorilor de științifico-fantastic din România. În 2012, după ani de întrerupere, Romcon s-a desfășurat în Timișoara, în zilele de 25 și 26 martie, fiind organizată de către cluburile Helion din Timișoara, Quasar din Iași și Victor Anestin din Craiova. În 2016, a avut loc a 37-a ediție Romcon.
Cea mai mare convenție SF poloneză este Polcon (prima ediție a avut loc în 1982), altele convenții proeminente sunt Falkon, Imladris, Krakon și Nordcon. Două dintre cele mai mari premii acordate de fandomul polonez sunt Premiul Janusz A. Zajdel și Premiul Nautilus; altele premii notabile sunt: Śląkfa - premiul celui mai vechi club fandom polonez și Clubul Fantasy din Silezia - Śląski Klub Fantastyki, ŚKF. Convențiile science fiction din Polonia sunt de facto aproape întotdeauna convenții science fiction și de fantezie și sunt adesea amestecate foarte mult cu convențiile jocurilor de rol (RPG). Pe de altă parte, deși în Polonia au loc și numeroase convenții manga și anime, acestea sunt, de obicei, separate de science fiction și de convențiile de jocuri. Cele mai importante cărți de benzi desenate și convenții științifico-fantastice din Polonia includ Warsaw Comic Con și Festivalul Internațional de Benzi Desenate și de Jocuri de la Lodz (Międzynarodowy Festiwal Komiksu i Gier w Łodzi).

### Convenții regionale
Înainte de epoca călătoriei ieftine peste hotare, au apărut convenții regionale pentru a atrage fanii din zone geografice largi. Cea mai veche dintre acestea este Westercon (West Coast Science Fantasy Conference), cu întâlniri care se desfășoară prin rotație în regiuni din vestul Statelor Unite și Canada. Eurocon este organizat în fiecare an în Europa, adesea în țările din Europa de Est, unde fandomul este un fenomen nou. Prima întrunire, Eurocon 1972, a avut loc la Trieste, în Italia, în 1972.
O convenție nord-americană de științifico-fantastic (North American Science Fiction Convention, NASFiC) este organizată în America de Nord în fiecare an în care Worldcon se desfășoară în afara Americii de Nord. DeepSouthCon (DSC) este organizat în sudul Statelor Unite, cu accente pe cultura sudică în științifico-fantastic. Starbase Indy este o convenție a fanilor din vestul mijlociu al Statelor Unite, care are loc în Indianapolis, cu accente pe Star Trek, dar care acoperă și alte genuri ale științifico-fantasticului.

### Convenții locale
Aceste convenții sunt organizate local de un cenaclu literar, de un grup de studenți, de o universitate etc. Convențiile locale, care își trag originea din principalele convenții regionale, atrag fani din zona apropiată din care se desfășoară convenția, deși sunt destule cazuri în care participanți au călătorit de departe pentru a participa la o astfel de convenție.

## Legături externe
- Wilf, James, International Con Listings, NTL world.
- „US and Canadian Convention Finder”, Green tentacles
- „Science Fiction Conventions”, Upcoming conventions.
- „SF Natcon & European Listing”, Concatenation.
- „A list of convention rules & guidelines”, Neo Engel.
- „Southern Fandom Resource Guide”, Scenic city.
- The Convention Guide, UK.  A listing site for mainly European events plus the major global events.

## Vezi și
- Istoria științifico-fantasticului
- Listă de convenții SF
- Dragon Con

| Convenția EUROCON |
| 1972 · 1974 · 1976 · 1978 · 1980 · 1982 · 1983 · 1984 · 1986 · 1987 · 1988 · 1989 · 1990 · 1991 · 1992 · 1993 · 1994 · 1995 · 1996 · 1997 · 1999 · 2000 · 2001 · 2002 · 2003 · 2004 · 2005 · 2006 · 2007 · 2008 · 2009 · 2010 · 2011 · 2012 · 2013 · 2014 · 2015 · 2016 · 2017 · 2018 · 2019 · 2020 |
| Această infocasetă: vizualizare • discuție • modificare |